# Osiris guatemalensis
Osiris guatemalensis là một loài Hymenoptera trong họ Apidae. Loài này được Shanks mô tả khoa học năm 1986.